# Ilenia Pastorelli
Ilenia Pastorelli (Roma, 24 dicembre 1985) è un'attrice italiana. Nel 2016 ha vinto il David di Donatello per la migliore attrice protagonista.

## Biografia
Ilenia Pastorelli ha convissuto, durante l'adolescenza, con la madre. Ha frequentato il liceo classico Platone di Roma e studia, fin dall'età di otto anni, danza classica presso l'Accademia nazionale. Dopo alcune esperienze come modella, partecipa alla 12ª edizione del Grande Fratello, risultando semifinalista. Ha esordito sul grande schermo nel 2015 accanto a Claudio Santamaria e Luca Marinelli, nel film Lo chiamavano Jeeg Robot di Gabriele Mainetti. Per la sua interpretazione vince il David di Donatello 2016 come migliore attrice protagonista.
Nel 2016 è protagonista, insieme a Raoul Bova, del videoclip di Biagio Antonacci dal titolo One Day. Sempre il medesimo anno presenta, con Fabrizio Biggio, il programma di approfondimento cinematografico Stracult, in onda su Rai 2. Nello stesso anno interpreta la canzone La ballata di Hiroshi. Nel 2017 recita nel primo film di Laszlo Barbo Niente di serio, con Claudia Cardinale. Nel 2018 fa parte del cast del film Benedetta follia di Carlo Verdone e di Cosa fai a Capodanno?, del regista Filippo Bologna.
Nel 2019 interpreta Sabrina in Non ci resta che il crimine di Massimiliano Bruno. ed è una delle protagoniste del film Brave ragazze di Michela Andreozzi. Partecipa inoltre al programma di Adriano Celentano Aspettando Adrian, in seguito rinominato Adrian Live - Questa è la storia.... Nel 2020, Pif la sceglie per il cast di E noi come stronzi rimanemmo a guardare. Ricopre, inoltre, il ruolo di giurata nello show Il cantante mascherato. Nel 2021 è protagonista dei film Quattro metà di Alessio Maria Federici e C'era una volta il crimine di Massimiliano Bruno. Nel 2022 viene diretta da Dario Argento in Occhiali neri. Nel 2023 è la protagonista del film di Fausto Brizzi, Da grandi e del film Lo sposo indeciso che non poteva o forse non voleva più uscire dal bagno, regia di Giorgio Amato (2023).  
Nel 2024 è presente nella veste di co-conduttrice alla trasmissione Gialappa Show. Nel settembre 2024 conduce con Amadeus il Suzuki Music Party sul Nove. Lo stesso anno è tra le protagoniste della serie TV Netflix, Adorazione, per la regia di Stefano Mordini.

## Filmografia

### Cinema
- Lo chiamavano Jeeg Robot, regia di Gabriele Mainetti (2016)
- Niente di serio, regia di Laszlo Barbo (2017)
- Benedetta follia, regia di Carlo Verdone (2018)
- Cosa fai a Capodanno?, regia di Filippo Bologna (2018)
- Non ci resta che il crimine, regia di Massimiliano Bruno (2019)
- Brave ragazze, regia di Michela Andreozzi (2019)
- E noi come stronzi rimanemmo a guardare, regia di Pif (2021)
- Io e Angela, regia di Herbert Simone Paragnani (2021)
- Quattro metà, regia di Alessio Maria Federici (2021)
- Occhiali neri, regia di Dario Argento (2022)
- C'era una volta il crimine, regia di Massimiliano Bruno (2022)
- Da grandi, regia di Fausto Brizzi (2023)
- Lo sposo indeciso che non poteva o forse non voleva più uscire dal bagno, regia di Giorgio Amato (2023)

Televisione
- Adorazione – serie TV, 6 episodi (2024)

### Videoclip
- La ballata di Hiroshi di Ilenia Pastorelli (2016)
- One Day (tutto prende un senso) di Biagio Antonacci (2016)

## Programmi televisivi
- Grande Fratello (Canale 5, 2011) concorrente
- Stracult (Rai 2, 2016)
- MTV Awards 2017 (MTV, 2017)
- Adrian Live - Questa è la storia... (Canale 5, 2019)
- Il cantante mascherato (Rai 1, 2020) giurata
- GialappaShow (TV8, 2024)
- Suzuki Music Party (Nove, 2024)

## Singoli
- La ballata di Hiroshi (2016)

## Riconoscimenti
- David di Donatello
  - 2016 - Migliore attrice protagonista per Lo chiamavano Jeeg Robot[17]

- Magna Grecia Film Festival 
  - 2016 - Premio Monica Scattini per Lo Chiamavano Jeeg Robot[18]

- Fondazione Cinema per Roma 
  - 2018 - Premio Virna Lisi[19]

- 75ª Mostra del cinema di Venezia
  - 2018 - Premio Kinéo come Migliore attrice protagonista per Benedetta follia[20]

- Parma Film Festival
  - 2022 - Premio Maurizio Schiaretti[21]

- Berlinale
  - 2023 - Premio Bacco[22]